# Agenor Romuald Gołuchowski
Agenor Romuald Gołuchowski (* 8 februarie 1812 în Skała Podolska; † 3 august 1875 în Lemberg) a fost un ministru al Imperiului Austriac, conte, Statthalter al Galiției. Deoarece a avut un fiu cu același nume, a fost numit și Agenor Gołuchowski cel bătrân.

## Galerie de imagini

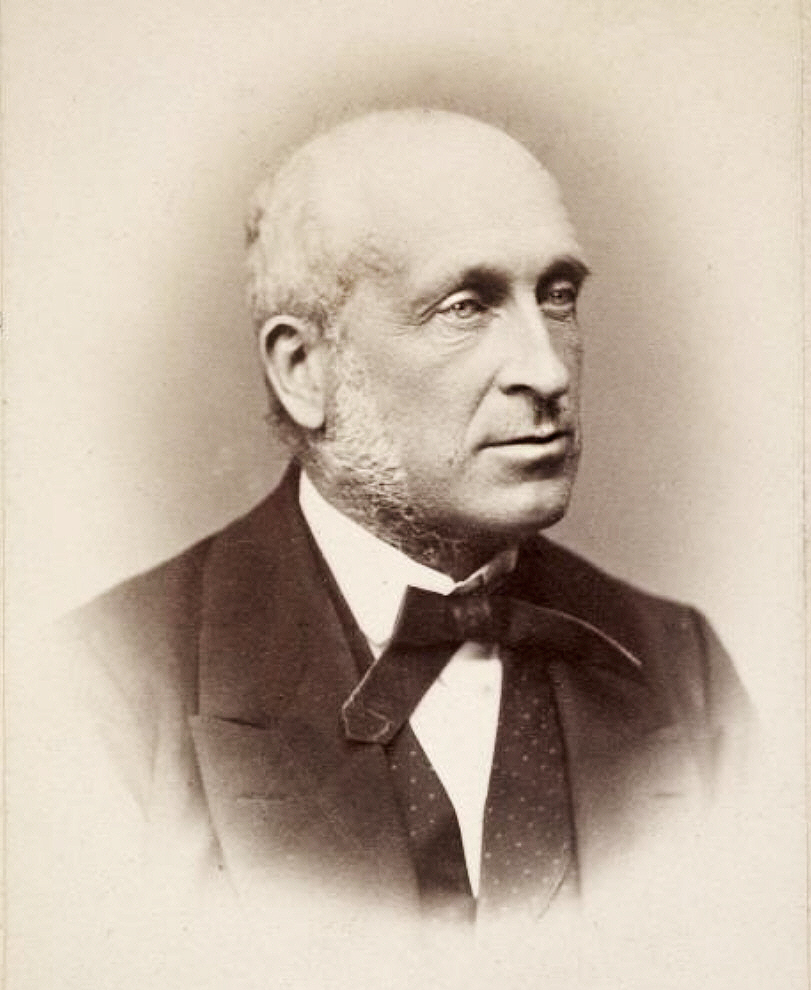
Agenor Gołuchowski cel bătrân
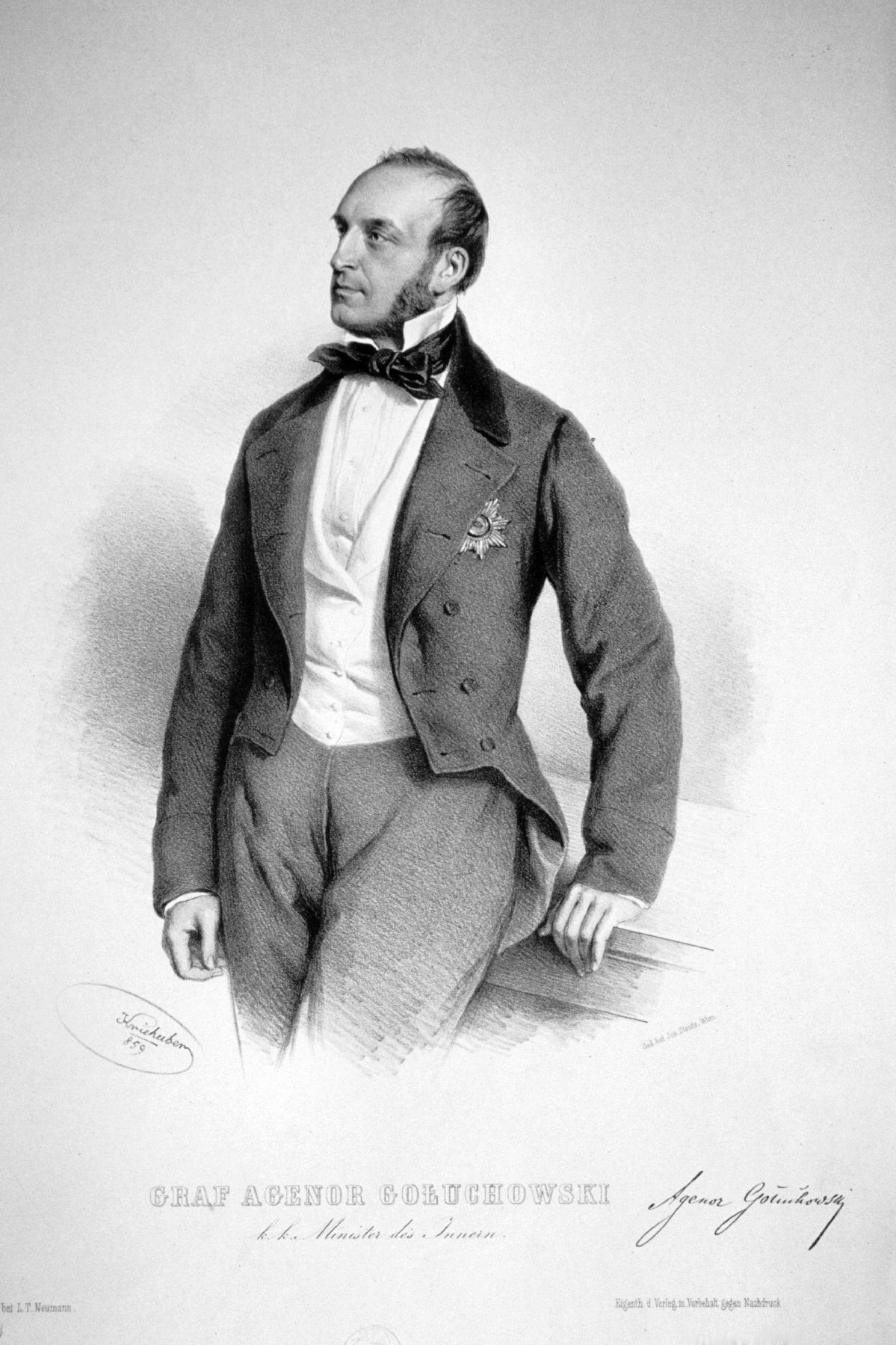
Agenor Gołuchowski cel bătrân. Litografie de Josef Kriehuber, 1859